# Nerve
 For alternative betydninger, se Nerve (flertydig). (Se også artikler, som begynder med Nerve)
 Ikke at forveksle med Neuron.
En nerve er et bundt af aksoner, omgivet af bindevæv i det perifere nervesystem. En nerve indeholder aksoner fra mange neuroner.
Nerver kan indeholde både afferente og efferente nervefibre. Afferente nervefibre leder information via sensoriske neuroner til centralnervesystemet. Efferente nervefibre leder information fra centralnervesystemet via motorneuroner til muskler og kirtler.
Kranienerverne udgår direkte fra hjernen og hjernestammen. Spinalnerverne udgår fra rygmarven.